# بینوایان (مجموعه تلویزیونی)
بینوایان (فرانسوی: Les Misérables‎) یک مجموعهٔ تلویزیونی است که در ۱۰ قسمت ۲۵ دقیقه‌ای توسط تلویزیون بی‌بی‌سی تهیه شد و از ۲۲ اکتبر ۱۹۶۷ نمایش داده شد. فرانک فینلی در نقش «ژان والژان» و آنتونی بیت در نقش «بازرس ژاور» ظاهر شدند. این سری فیلم به صورت رنگی و با صدای مونو تهیه شد.